# Liste der Abgeordneten zum Österreichischen Abgeordnetenhaus (VII. Legislaturperiode)
Diese Liste der Abgeordneten zum Österreichischen Abgeordnetenhaus (VII. Legislaturperiode) listet alle Abgeordneten zum österreichischen Abgeordnetenhaus während der VII. Legislaturperiode auf. Die Legislaturperiode umfasste eine Session (X. Session), die vom 22. September 1885 bis zum 23. Jänner 1891 reichte.
| Name                                      | Kurie                               | Region                                     | Kronland         | Anmerkung |
| ----------------------------------------- | ----------------------------------- | ------------------------------------------ | ---------------- | --- |
| Abrahamowicz David                        | Landgemeinden                       | Lemberg etc.                               | Galizien         | |
| Adámek Karel                              | Landgemeinden                       | Reichenau, Senftenberg etc.                | Böhmen           | |
| Adametz Karl                              | Landgemeinden                       | Neustadt, Baden etc                        | Niederösterreich | |
| Alberti Eduard                            | Großgrundbesitz                     | zweiter Wahlkörper                         | Tirol            | am 12. Oktober 1886 angelobt |
| Angerer Johann                            | Städte / Handels- und Gewerbekammer | Bozen, Meran etc. / Bozen                  | Tirol            | |
| Aresin-Fatton Josef                       | Großgrundbesitz                     |                                            | Mähren           | |
| Attems Franz                              | Großgrundbesitz                     |                                            | Steiermark       | |
| Auspitz Rudolf                            | Städte                              | Nikelsburg, Auspitz etc.                   | Mähren           | Wahl am 27. März 1890 annulliert |
| Ausserer Karl                             | Städte                              | Marburg, Windisch-Feistritz etc.           | Steiermark       | Mandatsniederlegung in der Sitzung am 30. Jänner 1889 verkündet |
| Baernreither Josef Maria                  | Großgrundbesitz                     |                                            | Böhmen           | |
| Banhans Anton von                         | Städte                              | Saaz, Postelberg etc.                      | Böhmen           | Mandatsniederlegung in der Sitzung am 28. Jänner 1886 verkündet |
| Bareuther Ernst                           | Städte                              | Eger, Franzensbad etc.                     | Böhmen           | Mandatsniederlegung in der Sitzung am 18. Februar 1887 verkündet; am 23. April 1887 erneut angelobt                                                                 |
| Bartoszewski Karol                        | Städte                              | Rzeszów, Jaroslau etc.                     | Galizien         | |
| Bazzanella Emanuele                       | Landgemeinden                       | Trient, Borgo etc.                         | Tirol            | am 28. September 1885 angelobt |
| Beer Adolf                                | Städte                              | Sternberg, Neustadt etc.                   | Mähren           | |
| Beeß Georg                                | Großgrundbesitz                     |                                            | Schlesien        | |
| Belcredi Egbert                           | Großgrundbesitz                     |                                            | Böhmen           | |
| Bendel Josef                              | Städte                              | Gablonz. Liebenau etc.                     | Böhmen           | |
| Benoé Atanazy                             | Großgrundbesitz                     |                                            | Galizien         | am 2. Oktober 1885 angelobt |
| Berchtold Sigmund                         | Großgrundbesitz                     |                                            | Mähren           | |
| Bertolini-Monteplaneta Karl               | Städte / Handels- und Gewerbekammer | Roveredo, Mori etc. / Roveredo             | Tirol            | am 9. März 1889 verstorben |
| Bienert Franz                             | Landgemeinden                       | Leitmeritz, Wegstädtl etc.                 | Böhmen           | am 28. Jänner 1887 angelobt, 1889 als Nachfolger von Josef Stibitz verstorben                                                                                       |
| Biliński Leon                             | Städte                              | Stanislau, Tyśmienica etc.                 | Galizien         | |
| Blažek Gabriel                            | Städte                              | Prag, Altstadt                             | Böhmen           | am 11. Oktober 1887 angelobt |
| Bloch Josef Samuel                        | Städte                              | Kolomyja, Buczacz etc.                     | Galizien         | |
| Bobrzyński Michał                         | Großgrundbesitz                     |                                            | Galizien         | Mandatsniederlegung in der Sitzung am 4. Dezember 1890 verkündet |
| Bohaty Adolf                              | Handels- und Gewerbekammer          | Reichenberg                                | Böhmen           | |
| Bojakowsky von Knurow Ferdinand           | Städte                              | Kremsier, Ungarisch-Hradisch etc.          | Mähren           | |
| Böns František                            | Landgemeinden                       | Leitmeritz, Wegstädtl etc.                 | Böhmen           | am 3. Dezember 1889 als Nachfolger von Franz Bienert angelobt |
| Boos-Waldeck Viktor                       | Landgemeinden                       | Mies, Bischofteinitz etc.                  | Böhmen           | |
| Borčić Lovro                              | Städte / Handels- und Gewerbekammer | Spalato                                    | Dalmatien        | |
| Borelli-Wrana Manfred                     | Höchstbesteuerte                    |                                            | Dalmatien        | am 23. Februar 1886 angelobt; Mandatsniederlegung in der Sitzung am 10. Februar 1888 verkündet                                                                      |
| Borkowski-Dunin Georg                     | Landgemeinden                       | Tarnopol, Skalat etc.                      | Galizien         | am 21. Februar 1889 als Nachfolger von Kasimir Grocholski angelobt                                                                                                  |
| Brandis Heinrich                          | Landgemeinden                       | Freistadt, Perg etc.                       | Oberösterreich   | |
| Brenner-Felsach Josef                     | Großgrundbesitz                     |                                            | Niederösterreich | |
| Bromovský Josef                           | Städte                              | Prag, Altstadt                             | Böhmen           | |
| Bulat Cajetan                             | Landgemeinden                       | Spalato, Brazza etc.                       | Dalmatien        | |
| Bulić Frane                               | Landgemeinden                       | Sign, Imoschi etc.                         | Dalmatien        | am 11. Oktober 1887 als Nachfolger von Michael Pavlinović angelobt; Mandatsverzicht in der Sitzung am 3. Dezember 1889 verkündet                                    |
| Burgstaller von Bidischini Josef          | Städte                              | zweiter und dritter Wahlkörper             | Triest           | |
| Carneri Bartholomäus                      | Städte                              |                                            | Steiermark       | |
| Chamiec-Jaxa Antoni                       | Landgemeinden                       | Horodenka, Zaleszyzyki etc.                | Galizien         | |
| Chlumecký Johann                          | Städte                              | Brünn                                      | Mähren           | |
| Chotkowski Ladislaus                      | Landgemeinden                       | Krakau, Wieliczka etc.                     | Galizien         | |
| Chrzanowski Leon                          | Städte                              | Krakau                                     | Galizien         | |
| Ciani Johann                              | Städte                              | Trient, Cles etc.                          | Tirol            | |
| Cieński Stanislaus                        | Großgrundbesitz                     | Stanislau, Buczacz, Bohorodczany, Tłumacz  | Galizien         | am 11. Oktober 1887 angelobt |
| Ciurletti Simon                           | Großgrundbesitz                     | zweiter Wahlkörper                         | Tirol            | am 26. Mai 1886 verstorben |
| Clam-Martinic Jindřich Jaroslav           | Großgrundbesitz                     |                                            | Böhmen           | am 8. Oktober 1886 angelobt, 1887 verstorben |
| Clam-Martinic Richard                     | Großgrundbesitz                     |                                            | Böhmen           | Mandatsverzicht in der Sitzung am 24. Oktober 1888 verkündet |
| Conrad von Eybesfeld Sigmund              | Landgemeinden                       | Suczawa, Radautz etc.                      | Bukowina         | vermutlich 1885 ausgeschieden |
| Coronini-Cronberg Franz von               | Städte / Handels- und Gewerbekammer | Görz. Cormons etc. / Görz                  | Görz             | |
| Czartoryski Georg                         | Landgemeinden                       | Jarolsau, Cieszanwo etc.                   | Galizien         | |
| Czaykowski Alfons                         | Großgrundbesitz                     |                                            | Galizien         | |
| Czaykowski Władysław Wiktor               | Landgemeinden                       | Trembowla etc.                             | Galizien         | |
| Czerkawski Eusebius                       | Städte                              | Tarnopol etc.                              | Galizien         | |
| Czerkawski Ladislaus                      | Landgemeinden                       | Trembowla, Husiatym etc.                   | Galizien         | |
| Czernin Eugen                             | Großgrundbesitz                     |                                            | Böhmen           | |
| Czernin Eugen, Dr.                        | Großgrundbesitz                     |                                            | Böhmen           | am 14. Oktober 1887 angelobt |
| Czerz-Lindenwald Hermann                  | Landgemeinden                       | Biala, Saybusz etc.                        | Galizien         | am 30. Jänner 1889 für Florian Ziemiałkowski angelobt |
| Czuperkowicz Arkadius                     | Großgrundbesitz                     | erster Wahlkörper                          | Bukowina         | am 28. September 1885 angelobt |
| Debiasi Johann Baptist                    | Städte / Handels- und Gewerbekammer | Roveredo, Mori etc. / Roveredo             | Tirol            | am 6. Dezember 1889 an Stelle von Karl Bertolini-Monteplaneta angelobt                                                                                              |
| Demel von Elswehr Johann                  | Städte                              | Teschen, Friedeck etc.                     | Schlesien        | |
| Derschatta von Standhalt Julius           | Städte                              | Graz, Vorstädte                            | Steiermark       | |
| Deym Ferdinand                            | Großgrundbesitz                     |                                            | Böhmen           | am 30. April 1888 angelobt |
| Deym Franz                                | Großgrundbesitz                     |                                            | Böhmen           | 1887 ins Herrenhaus berufen |
| Dobler Theodor                            | Städte                              | Krems, Stein etc.                          | Niederösterreich | Mandatsverzicht in der Sitzung am 28. Jänner 1887 verkündet |
| Doblhamer Gregor                          | Landgemeinden                       | Ried, Braunau                              | Oberösterreich   | |
| Doblhoff-Dier Heinrich                    | Großgrundbesitz                     |                                            | Niederösterreich | |
| Dobrženský von Dobrženitz Anton           | Großgrundbesitz                     |                                            | Böhmen           | Mandatsverzicht per Schreiben vom 19. Jänner 1888 |
| Dostal Karl                               | Städte                              | Tabor, Patzau etc.                         | Böhmen           | |
| Dubsky Adolf                              | Großgrundbesitz                     |                                            | Mähren           | |
| Dubsky Guido                              | Großgrundbesitz                     |                                            | Mähren           | |
| Dumreicher Armand                         | Handels- und Gewerbekammer          | Klagenfurt                                 | Kärnten          | am 5. Juni 1886 als Nachfolger von Gustav Pacher von Theinburg angelobt                                                                                             |
| Dunajewski Julian                         | Städte                              | Biala, Neu-Sandec etc.                     | Galizien         | |
| Dürich Josef                              | Städte                              | Jičín, Sobotka etc.                        | Böhmen           | |
| Dzieduszycki Adalbert                     | Großgrundbesitz                     |                                            | Galizien         | Mandatsverzicht in der Sitzung am 11. Oktober 1887 verkündet |
| Dzwonkowski Eduard                        | Großgrundbesitz                     |                                            | Galizien         | 1887 verstorben |
| Ebenhoch Alfred                           | Landgemeinden                       | Rohrbach, Urfahr etc.                      | Oberösterreich   | am 6. November 1888 als Nachfolger von Franz Fischer angelobt |
| Edlbacher August                          | Städte                              | Steyr, Kremsmünster etc.                   | Oberösterreich   | am 4. Dezember 1888 als Nachfolger von Johann Hochhauser angelobt                                                                                                   |
| Eichhorn Rudolf                           | Landgemeinden                       | Zwettl, Waidhofen a. d. Thaya etc.         | Niederösterreich | am 24. Oktober 1888 als Nachfolger von Georg Schönerer angelobt |
| Eigner Moritz                             | Städte                              | Linz, Urfahr etc.                          | Oberösterreich   | Mandatsverzicht in der Sitzung am 25. Jänner 1888 verkündet |
| Eltz Alfred                               | Großgrundbesitz                     |                                            | Niederösterreich | am 28. September 1885 angelobt |
| Engel Emanuel                             | Städte                              | Kolin etc.                                 | Böhmen           | |
| Exner Wilhelm                             | Landgemeinden                       | Hernals, Ottakring etc.                    | Niederösterreich | |
| Fabian Václav                             | Großgrundbesitz                     |                                            | Böhmen           | |
| Falkenhayn Julius von                     | Großgrundbesitz                     |                                            | Oberösterreich   | |
| Fanderlík Josef                           | Städte                              | Neustadtl, Bystritz etc.                   | Mähren           | |
| Ferjančič Andreas                         | Landgemeinden                       | Adelsberg, Planina etc.                    | Krain            | am 28. Jänner 1887 angelobt |
| Fiegl Josef                               | Städte                              | Baden, Mödling etc.                        | Niederösterreich | |
| Fischer Franz                             | Landgemeinden                       | Rohrbach, Urfahr etc.                      | Oberösterreich   | 1888 verstorben |
| Fischer Josef                             | Landgemeinden                       | Hietzing, Bruck etc.                       | Niederösterreich | |
| Fišera Václav                             | Landgemeinden                       | Königgrätz etc.                            | Böhmen           | |
| Foregger Richard                          | Städte                              | Cilli, Prasberg etc.                       | Steiermark       | Mandatsniederlegung in der Sitzung am 18. Februar 1887 verkündet; am 26. April 1887 erneut angelobt                                                                 |
| Franceschi Johann                         | Landgemeinden                       | Parenzo, Capo d'Istra etc.                 | Istrien          | am 28. September 1885 angelobt |
| Fries August                              | Großgrundbesitz                     |                                            | Mähren           | am 8. Dezember 1889 als Nachfolger von Ernst Fürstenberg angelobt                                                                                                   |
| Fuchs Viktor                              | Großgrundbesitz                     |                                            | Salzburg         | am 28. September 1885 angelobt |
| Fürnkranz Heinrich                        | Landgemeinden                       | Krems, Mautern etc.                        | Niederösterreich | am 5. Juni 1886 als Nachfolger von Heinrich Fürnkranz angelobt |
| Fürstenberg Ernst                         | Großgrundbesitz                     |                                            | Mähren           | am 24. März 1889 verstorben |
| Furtmüller Rudolf                         | Landgemeinden                       | Korneuburg, Ober-Hollabrunn etc.           | Niederösterreich | |
| Fuß Hubert                                | Städte / Handels- und Gewerbekammer | Toppau                                     | Schlesien        | |
| Garnhaft Karl                             | Landgemeinden                       | Mistelbach, Feldsberg etc.                 | Niederösterreich | |
| Gentilini Alois                           | Landgemeinden                       | Roveredo, Riva etc.                        | Tirol            | am 28. September 1885 angelobt |
| Ghon Karl                                 | Landgemeinden                       | Villach, Ferlach etc.                      | Kärnten          | am 16. Februar 1886 als Nachfolger von Bartholomäus Wrann angelobt                                                                                                  |
| Giovanelli Ignaz, Freiherr von            | Großgrundbesitz                     | zweiter Wahlkörper                         | Tirol            | am 16. August 1889 verstorben |
| Gniewosz-Olexów Edward                    | Landgemeinden                       | Sanok, Brzozow etc.                        | Galizien         | |
| Gödel-Lannoy Hermann                      | Landgemeinden                       | Marburg, Gonobitz etc.                     | Steiermark       | |
| Goëss Zeno Vinzenz von                    | Großgrundbesitz                     |                                            | Kärnten          | Mandatsverzicht per Schreiben vom 2. Juni 1888 |
| Goian Leon                                | Großgrundbesitz                     | zweiter Wahlkörper                         | Bukowina         | am 20. März 1889 als Nachfolger von Nikolais Grigorcia angelobt |
| Gołuchowski Adam                          | Großgrundbesitz                     |                                            | Galizien         | Mandatsverzicht per Schreiben vom 20. März 1886; am 28. Mai 1886 erneut angelobt                                                                                    |
| Gomperz Julius                            | Handels- und Gewerbekammer          | Brünn                                      | Mähren           | |
| Gregorec Leopold                          | Landgemeinden                       | Pettau, Rohitschm etc.                     | Steiermark       | am 29. September 1886 als Nachfolger von Mathias Raič angelobt |
| Grégr Eduard                              | Landgemeinden                       | Raudnitz, Laun etc.                        | Böhmen           | am 28. September 1885 angelobt |
| Greuter Josef                             | Landgemeinden                       | Imst, Reutte etc.                          | Tirol            | am 24. Oktober 1885 angelobt; am 15. Juli 1888 verstorben |
| Grigorcia Nikolaus                        | Großgrundbesitz                     | zweiter Wahlkörper                         | Bukowina         | 1888/89 verstorben |
| Grocholski Kazimierz                      | Landgemeinden                       | Tarnopol, Skalat etc.                      | Galizien         | am 10. Dezember 1888 verstorben |
| Gross Franz                               | Städte                              | Wels, Eferding etc.                        | Oberösterreich   | am 15. Jänner 1890 verstorben |
| Groß Gustav                               | Städte                              | Iglau, Trebitsch etc.                      | Mähren           | am 3. Dezember 1889 als Nachfolger von Eduard Sturm angelobt |
| Grotowski Leon                            | Großgrundbesitz                     |                                            | Galizien         | am 28. September 1885 angelobt |
| Gudenus Leopold                           | Großgrundbesitz                     |                                            | Niederösterreich | |
| Haase Johann                              | Städte                              | Znaim, Datschitz etc.                      | Mähren           | |
| Haase Theodor                             | Städte                              | Bielitz, Schwarzwasser etc.                | Schlesien        | |
| Habermann Josef                           | Städte                              | Neutitschein, Stramberg etc.               | Mähren           | am 29. September 1886 als Nachfolger von Alfred Skene angelobt |
| Hackelberg-Landau Rudolf Adam von         | Großgrundbesitz                     |                                            | Steiermark       | |
| Hagenhofer Franz                          | Landgemeinden                       | Hartberg, Weiz etc.                        | Steiermark       | am 7. Februar 1890 als Nachfolger von Franz Hagenhofer angelobt |
| Hajek Friedrich                           | Städte                              | Prag (Kleinseite, Hradschin etc.)          | Böhmen           | |
| Hájek Max                                 | Handelskammer                       | Pilsen                                     | Böhmen           | |
| Hallwich Hermann                          | Städte                              | Trautenau, Hohenelbe etc.                  | Böhmen           | |
| Hausner Otto                              | Städte                              | Sambor, Stryjm etc.                        | Galizien         | Februar 1890 verstorben |
| Hayden Eduard                             | Großgrundbesitz                     |                                            | Oberösterreich   | |
| Heilsberg Josef Alfred                    | Städte                              | Bruck, Leoben etc.                         | Steiermark       | |
| Heinrich Josef                            | Landgemeinden                       | Leitomischl, Landskron etc.                | Böhmen           | am 28. September 1885 angelobt |
| Herbst Eduard                             | Städte                              | Wien, I. Bezirk                            | Niederösterreich | |
| Herold Josef                              | Städte                              | Čáslau, Kuttenberg etc.                    | Böhmen           | am 25. Jänner 1888 angelobt |
| Hevera Čeněk                              | Landgemeinden                       | Kolin etc.                                 | Böhmen           | |
| Hielle Karl                               | Städte                              | Rumburg, Schönlinde etc.                   | Böhmen           | am 26. April 1887 als Nachfolger von Hans Stingl angelobt |
| Hirsch Gustav                             | Großgrundbesitz                     |                                            | Schlesien        | |
| Hladík Karl                               | Städte                              | Karolinenthal etc.                         | Böhmen           | |
| Hlávka Josef                              | Großgrundbesitz                     |                                            | Böhmen           | |
| Hochhauser Johann                         | Städte                              | Steyr, Kremsmünster etc.                   | Oberösterreich   | am 28. Jänner 1886 als Nachfolger von Franz Wickhoff angelobt; Mandatsverzicht in der Sitzung am 24. Oktober 1888 verkündet                                         |
| Hock Gustav                               | Landgemeinden                       | St. Veit, Wolfsberg etc.                   | Kärnten          | |
| Hohenlohe-Waldenburg-Schillingsfürst Egon | Großgrundbesitz                     |                                            | Görz             | |
| Hohenwart Karl                            | Städte / Handels- und Gewerbekammer | Laibach                                    | Krain            | |
| Hompesch-Bollheim Ferdinand               | Landgemeinden                       | Łańcut, Nisko etc.                         | Galizien         | |
| Hoppen Apolinary                          | Großgrundbesitz                     |                                            | Galizien         | am 28. September 1885 angelobt; am 5. Mai 1886 verstorben |
| Hormuzaki Eudoxius von                    | Städte                              | Suczawa, Sereth etc.                       | Bukowina         | am 11. Februar 1890 als Nachfolger von Constantin Tomaszczuk angelobt                                                                                               |
| Hren Jakob                                | Landgemeinden                       | Gottschee, Treffen etc.                    | Krain            | |
| Hübner Viktor                             | Landgemeinden                       | Znaim, Datschitz etc.                      | Mähren           | |
| Hütter Heinrich                           | Landgemeinden                       | Krumau, Kaplitz etc.                       | Böhmen           | |
| Jahn Egyd                                 | Städte                              | Pardubitz, Holic etc.                      | Böhmen           | |
| Jäkl Anton                                | Landgemeinden                       | Reichenberg, Böhmisch-Aischa etc.          | Böhmen           | |
| Jaksch von Wartenhorst Friedrich          | Großgrundbesitz                     |                                            | Böhmen           | |
| Janda Václav                              | Landgemeinden                       | Jungbunzlau etc.                           | Böhmen           | am 24. Oktober 1888 für Joseph Vrauny angelobt |
| Jaques Heinrich                           | Städte                              | Wien, I. Bezirk                            | Niederösterreich | |
| Jarosch Leonhard                          | Landgemeinden                       | Neu-Sandec, Limanowa etc.                  | Galizien         | nie angelobt, da auf der Reise zum Reichsrat erkrankt und verstorben                                                                                                |
| Jasiński Josef                            | Landgemeinden                       | Jaslo, Gorlice etc.                        | Galizien         | Mandatsniederlegung in der Sitzung am 11. Oktober 1887 verkündet |
| Jaworski Apolinary                        | Großgrundbesitz                     |                                            | Galizien         | |
| Jireček Josef                             | Städte                              | Příbram, Birkenberg etc.                   | Böhmen           | am 28. September 1885 angelobt; Mandatsniederlegung in der Sitzung am 11. Oktober 1887 verkündet                                                                    |
| Jordán Andrea                             | Landgemeinden                       | Gradisca, Cormons etc.                     | Görz             | am 28. Jänner 1887 als Nachfolger von Eugen Valussi angelobt |
| Kaiser August                             | Landgemeinden                       | Freudenthal, Freiwaldau etc.               | Schlesien        | am 7. Dezember 1888 als Nachfolger von Eduard Siegl angelobt |
| Kaizl Josef                               | Städte                              | Čáslau, Kuttenberg etc.                    | Böhmen           | Mandatsniederlegung per Schreiben vom 13. Oktober 1877; am 4. Dezember 1890 für Wenzel Salášek als Abgeordneter der Handels- und Gewerbekammer Prag erneut angelobt |
| Kallir Nathan                             | Handels- und Gewerbekammer          | Brody                                      | Galizien         | am 14. Oktober 1885 angelobt; am 4. Februar 1886 verstorben |
| Kaltenegger Mathias                       | Landgemeinden                       | Graz, Voitsberg etc.                       | Steiermark       | |
| Kaniak Heinrich                           | Städte                              | Mährisch-Trübau, Zweittau etc.             | Mähren           | am 6. März 1890 als Nachfolger von Fritz Wenzlitzke angelobt |
| Karlon Alois                              | Landgemeinden                       | Leibnitz, Deutsch-Landsberg etc.           | Steiermark       | am 28. September 1885 angelobt; Mandatsniederlegung in der Sitzung am 11. Oktober 1887 verkündet                                                                    |
| Kathrein Theodor                          | Landgemeinden                       | Bruneck, Brixen etc.                       | Tirol            | |
| Kaunic Wenzel                             | Städte                              | Schlan, Laun etc.                          | Böhmen           | |
| Keil Franz                                | Städte / Handels- und Gewerbekammer | Salzburg                                   | Salzburg         | |
| Kielanowski Tytus                         | Landgemeinden                       | Brody, Kamionka etc.                       | Galizien         | |
| Kielmansegg Karl                          | Großgrundbesitz                     |                                            | Niederösterreich | |
| Kindermann Franz                          | Städte                              | Schluckenau, Hainspach etc.                | Böhmen           | |
| Kinsky Friedrich Karl                     | Großgrundbesitz                     |                                            | Böhmen           | |
| Kirschner Josef                           | Landgemeinden                       | Böhmisch-Leipa, Gabel etc.                 | Böhmen           | |
| Klaić Miho                                | Landgemeinden                       | Zara, Pago etc.                            | Dalmatien        | |
| Kleist Friedrich                          | Großgrundbesitz                     |                                            | Böhmen           | |
| Klima Josef                               | Landgemeinden                       | Jungbunzlau etc.                           | Böhmen           | am 10. Juli 1886 verstorben |
| Klinkosch Heinrich                        | Städte                              | Ried, Braunau etc.                         | Oberösterreich   | 1889 verstorben |
| Klucki Stanislaus                         | Großgrundbesitz                     |                                            | Galizien         | |
| Klun Karl                                 | Landgemeinden                       | Laibach, Littai etc.                       | Krain            | |
| Knotz Alfred                              | Städte                              | Tetschen, Bodenbach etc.                   | Böhmen           | |
| Kokoschinegg Gustav                       | Städte                              | Marburg, Windisch-Feistritz etc.           | Steiermark       | am 14. März 1889 als Nachfolger von Karl Ausserer angelobt |
| Kolovrat-Krakovský Jindřich               | Großgrundbesitz                     |                                            | Böhmen           | am 26. April 1887 angelobt |
| Kopp Josef                                | Städte                              | Wien, I. Bezirk                            | Niederösterreich | am 6. Dezember 1889 angelobt |
| Kopyciński Adam                           | Landgemeinden                       | Tarnow, Pilzno etc.                        | Galizien         | Mandatsverzicht per Schreiben vom 19. Februar 1886; am 11. Mai 1886 neuerlich angelobt                                                                              |
| Kossowicz Kornel                          | Landgemeinden                       | Radautz, Suczawa etc.                      | Bukowina         | am 6. November 1888 als Nachfolger von Isidor Zotta angelobt; Mandatsverzicht in der Sitzung am 4. Dezember 1890 verkündet                                          |
| Kottulinsky Adalbert                      | Großgrundbesitz                     |                                            | Steiermark       | am 6. Dezember 1889 angelobt |
| Kowalski Basil                            | Landgemeinden                       | Żółkiew, Solkal etc.                       | Galizien         | |
| Kozłowski-Bolesta Wladimir                | Großgrundbesitz                     |                                            | Galizien         | am 12. Mai 1888 angelobt; Mandatsverzicht in der Sitzung am 17. Mai 1888 verkündet; am 30. Jänner 1889 erneut angelobt                                              |
| Kraus Victor                              | Städte                              | Fürstenfeld, Weiz etc.                     | Steiermark       | |
| Krauß Franz, Freiherr von                 | Städte                              | Krumau, Kaplitz etc.                       | Böhmen           | am 11. Oktober 1887 als Nachfolger von Friedrich Nitzsche angelobt                                                                                                  |
| Křepek Franz                              | Landgemeinden                       | Karlsbad, Joachimsthal etc.                | Böhmen           | |
| Kreuzig Anton                             | Städte                              | Wien, VII. Bezirk                          | Niederösterreich | |
| Krofta Josef                              | Städte                              | Pilsen                                     | Böhmen           | |
| Kronawetter Ferdinand                     | Städte                              | Wien, VIII. Bezirk                         | Niederösterreich | |
| Kübeck Max                                | Großgrundbesitz                     |                                            | Mähren           | |
| Kuenburg Gandolf                          | Städte                              | Linz, Urfahr etc.                          | Oberösterreich   | am 25. Jänner 1888 als Nachfolger von Moritz Eigner angelobt |
| Kusý Wolfgang                             | Landgemeinden                       | Brünn, Wischau etc.                        | Mähren           | 1886 verstorben |
| Kyrle Eduard                              | Städte                              | Ried, Braunau etc.                         | Oberösterreich   | am 3. Dezember 1889 als Nachfolger von Heinrich Klinkosch angelobt                                                                                                  |
| Lapenna Alois von                         | Höchstbesteuerte                    |                                            | Dalmatien        | am 1. Juni 1888 als Nachfolger von Manfred Borelli-Wrana angelobt                                                                                                   |
| Lax Peter                                 | Landgemeinden                       | Klagenfurt; Völkermarkt etc.               | Kärnten          | am 24. März 1887 als Nachfolger von Felix Pino-Friedenthal angelobt                                                                                                 |
| Lažanský Leopold                          | Städte                              | Pisek, Taus etc.                           | Böhmen           | am 11. Oktober 1887 als Nachfolger von Emanuel Tonner angelobt |
| Lebwohl Karl                              | Städte                              | Nikolsburg, Auspitz etc.                   | Mähren           | am 4. Dezember 1890 als Nachfolger von Rudolf Auspitrz angelobt |
| Leon Gustav                               | Handels- und Gewerbekammer          | Wien                                       | Niederösterreich | Mandatsverzicht in der Sitzung am 25. Jänner 1888 verkündet |
| Lewakowski August                         | Landgemeinden                       | Jasło; Gorlice etc.                        | Galizien         | am 14. Oktober 1887 als Nachfolger von Josef Jasiński angelobt |
| Lewakowski Karol                          | Städte                              | Lemberg                                    | Galizien         | Mandatsverzicht in der Sitzung am 24. Oktober 1888 verkündet; am 30. Oktober 1888 neuerlich angelobt                                                                |
| Lewicki Miecislaus                        | Großgrundbesitz                     |                                            | Galizien         | |
| Liechtenstein Alfred, Prinz von und zu    | Landgemeinden                       | Feldbach, Radkersburg etc.                 | Steiermark       | Mandatsverzicht in der Sitzung am 29. September 1886 verkündet |
| Liechtenstein Aloys, Prinz von und zu     | Landgemeinden                       | Hartberg, Weiz etc.                        | Steiermark       | Mandatsverzicht in der Sitzung am 3. Dezember 1889 verkündet |
| Lienbacher Georg                          | Landgemeinden                       | Salzburg, Golling etc.                     | Salzburg         | |
| Lippert Julius                            | Landgemeinden                       | Tetschen, Rumburg etc.                     | Böhmen           | am 4. Dezember 1888 als Nachfolger von Karl Pickert angelobt |
| Lorenzoni Peter                           | Landgemeinden                       | Cles, Fondo etc.                           | Tirol            | |
| Łoś August                                | Landgemeinden                       | Sambor, Staremiasto etc.                   | Galizien         | |
| Ludwigstorff Anton                        | Großgrundbesitz                     |                                            | Niederösterreich | |
| Lueger Karl                               | Städte                              | Wien, V. Bezirk                            | Niederösterreich | |
| Lupul Johann von                          | Landgemeinden                       | Czernowitz, Sereth etc.                    | Bukowina         | |
| Lützow Franz                              | Großgrundbesitz                     |                                            | Böhmen           | Mandatsverzicht mit Schreiben vom 6. Februar 1889 |
| Luzzatto Rafael                           | Städte                              | erster Wahlkörper                          | Triest           | |
| Machalski Maksymilian                     | Städte                              | Krakau                                     | Galizien         | am 5. Mai 1886 für Maximilian Zatorski angelobt, 1890 verstorben |
| Madeyski-Poray Stanisław                  | Großgrundbesitz                     |                                            | Galizien         | |
| Magg Julius                               | Städte                              | Leibnitz, Radkersburg etc.                 | Steiermark       | |
| Malfatti Valeriano                        | Großgrundbesitz                     | zweiter Wahlkörper                         | Tirol            | |
| Mandyczewski Kornel                       | Landgemeinden                       | Stanislau, Bohorodczany etc.               | Galizien         | am 28. September 1885 angelobt |
| Marin Gustav                              | Landgemeinden                       | Radautz, Suczawa etc.                      | Bukowina         | am 4. Dezember 1890 als Nachfolger von Kornel Kossowicz angelobt |
| Mašek Josef                               | Landgemeinden                       | Jičín, Neupaka etc.                        | Böhmen           | |
| Masočvić Augustin                         | Landgemeinden                       | Sebenico, Knin etc.                        | Dalmatien        | |
| Mathon František                          | Landgemeinden                       | Brünn, Wischau etc.                        | Mähren           | am 23. März 1886 als Nachfolger von Wolfgang Kusý angelobt |
| Matscheko Michael                         | Städte                              | Wien, IV. Bezirk                           | Niederösterreich | |
| Mattuš Karel                              | Städte                              | Jungbunzlau, Turnau etc.                   | Böhmen           | Mandatsverzicht per Schreiben vom 1. Februar 1890 |
| Mauthner Max                              | Handels- und Gewerbekammer          | Wien                                       | Niederösterreich | |
| Meißler Anton                             | Städte                              | Leitmeritz, Lobositz etc.                  | Böhmen           | |
| Menger Max                                | Städte                              | Jägerndorf, Olbersdorf etc.                | Schlesien        | |
| Meznik Antonín                            | Landgemeinden                       | Iglau, Trebitsch etc.                      | Mähren           | |
| Mikyška Alois                             | Landgemeinden                       | Walachisch-Meseritsch, Ungarisch-Brod etc. | Mähren           | |
| Millevoi Peter                            | Großgrundbesitz                     |                                            | Istrien          | am 7. Oktober 1885 angelobt, 1888 verstorben |
| Milner Emanuel                            | Landgemeinden                       | Saaz, Komotau etc.                         | Böhmen           | am 10. April 1888 als Nachfolger von Anton Steiner angelobt |
| Mniszek von Buzenin Mieczysław            | Großgrundbesitz                     |                                            | Galizien         | am 18. Oktober 1887 angelobt |
| Mochnacki Edmund                          | Handels- und Gewerbekammer          | Lemberg                                    | Galizien         | Mandatsniederlegung in der Sitzung am 11. Oktober 1887 verkündet |
| Moro Leopold                              | Städte                              | Klagenfurt                                 | Kärnten          | |
| Morsey Franz                              | Landgemeinden                       | Feldbach, Radkersburg etc.                 | Steiermark       | am 4. Dezember 1890 angelobt |
| Moscon Julius                             | Großgrundbesitz                     |                                            | Steiermark       | |
| Moser Ferdinand                           | Großgrundbesitz                     |                                            | Oberösterreich   | |
| Nabergoj Ivan                             | Städte                              | vierter Wahlkörper + Gebiet Triest         | Triest           | |
| Nadherny von Borutin Johann               | Großgrundbesitz                     |                                            | Böhmen           | am 28. September 1885 angelobt |
| Neuber Wilhelm                            | Handels- und Gewerbekammer          | Wien                                       | Niederösterreich | am 25. Jänner 1888 als Nachfolger von Gustav Leon angelobt |
| Neumayer Mathias                          | Landgemeinden                       | St. Johann, Tamsweg etc.                   | Salzburg         | am 28. September 1885 angelobt |
| Neuner Josef                              | Städte                              | Brixen, Sterzing etc.                      | Tirol            | |
| Neußer Franz                              | Landgemeinden                       | Neutitschein, Weißkirchen etc.             | Schlesien        | |
| Neuwirth Josef                            | Handels- und Gewerbekammer          | Brünn                                      | Mähren           | |
| Niemczynowski Stanislaus                  | Handels- und Gewerbekammer          | Lemberg                                    | Galizien         | am 11. Oktober 1887 als Nachfolger von Edmund Mochnacki angelobt |
| Nischelwitzer Oswald                      | Landgemeinden                       | Spital, Hermagor etc.                      | Kärnten          | |
| Nitsche Friedrich                         | Städte                              | Krumau, Kaplitz etc.                       | Böhmen           | Mandatsniederlegung in der Sitzung am 11. Oktober 1887 verkündet |
| Oberndorfer Johann                        | Landgemeinden                       | Amstetten, Ybbs etc.                       | Niederösterreich | |
| Obresa Adolf                              | Landgemeinden                       | Adelsberg, Planina etc.                    | Krain            | am 26. September 1886 verstorben |
| Ochrymowicz Ksenofon                      | Landgemeinden                       | Stryj, Dro0hobycz etc.                     | Galizien         | |
| Oelz Josef Anton                          | Landgemeinden                       | Bregenz, Bregenzerwald etc.                | Vorarlberg       | |
| Ofner Johann                              | Städte                              | St. Pölten, Scheibbs etc.                  | Niederösterreich | 1887 verstorben |
| Onyszkiewicz Mieczysław                   | Großgrundbesitz                     |                                            | Galizien         | |
| Oppenheimer Ludwig                        | Großgrundbesitz                     |                                            | Böhmen           | |
| Orzechowski Jan                           | Landgemeinden                       | Bochnia, Brzesko etc.                      | Galizien         | |
| Ozarkiewicz Jan                           | Landgemeinden                       | Kolomyja, Sniatyn etc.                     | Galizien         | |
| Pabstmann Gustav Ludwig                   | Großgrundbesitz                     |                                            | Böhmen           | |
| Pacher von Theinburg Gustav               | Handels- und Gewerbekammer          | Klagenfurt                                 | Kärnten          | Mandatsverzicht 1886 |
| Pálffy von Erdöd Eduard                   | Großgrundbesitz                     |                                            | Böhmen           | am 29. März 1889 angelobt |
| Pattai Robert                             | Städte                              | Wien, VI. Bezirk                           | Niederösterreich | |
| Pauer Johann Paul                         | Großgrundbesitz                     |                                            | Steiermark       | 1889 verstorben |
| Pavlinović Mihovil                        | Landgemeinden                       | Sign, Imoschi etc.                         | Dalmatien        | am 18. Mai 1887 verstorben |
| Peez Alexander                            | Handels- und Gewerbekammer          | Leoben                                     | Steiermark       | am 8. Mai 1890 als Nachfolger von Ludwig Zschock angelobt |
| Penk Wenzel                               | Landgemeinden                       | Selčan, Mühlhausen etc.                    | Böhmen           | |
| Perić Josip Vergilij                      | Landgemeinden                       | Sign, Imoschi etc.                         | Dalmatien        | am 3. Februar 1890 als Nachfolger von Franz Bulić angelobt |
| Pernerstorfer Engelbert                   | Städte                              | Wiener-Neustadt, Neunkirchen etc.          | Niederösterreich | |
| Pfeifer Wilhelm                           | Landgemeinden                       | Rudolfswerth, Gurkfeld etc.                | Krain            | |
| Pichler Wilhelm                           | Städte                              | Saaz, Postelberg etc.                      | Böhmen           | am 29. September 1886 als Nachfolger von Karl Pohnert angelobt |
| Pickert Karl                              | Landgemeinden                       | Tetschen, Rumburg etc.                     | Böhmen           | 1888 verstorben |
| Piniński Leon                             | Großgrundbesitz                     |                                            | Galizien         | am 30. Jänner 1889 angelobt |
| Pino-Friedenthal Felix                    | Landgemeinden                       | Klagenfurt, Völkermarkt etc.               | Kärnten          | |
| Pino-Friedenthal Felix von                | Landgemeinden                       | Klagenfurt, Völkermarkt etc.               | Kärnten          | Mandatsverzicht mit Schreiben vom 28. Jänner 1887 |
| Pirko Karl                                | Landgemeinden                       | St. Pölten, Melk etc.                      | Niederösterreich | |
| Pirquet Peter                             | Großgrundbesitz                     |                                            | Niederösterreich | |
| Plass Johann                              | Landgemeinden                       | Linz, Steyr etc.                           | Oberösterreich   | |
| Plener Ernst                              | Handelskammer                       | Eger                                       | Böhmen           | |
| Pleva Johann                              | Landgemeinden                       | Deutschbrod, Polna etc.                    | Böhmen           | |
| Pohnert Karl von                          | Städte                              | Saaz, Postelberg etc.                      | Böhmen           | am 28. Jänner 1886 als Nachfolger von Anton von Banhans angelobt; Mandatsverzicht in der Sitzung am 29. September 1886 verkündet                                    |
| Poklukar Josip                            | Städte                              | Adelsberg, Idria etc.                      | Krain            | |
| Polak Otto                                | Städte                              | Falkenau, Elbogen etc.                     | Böhmen           | |
| Pollak Leopold                            | Handels- und Gewerbekammer          | Budweis                                    | Böhmen           | |
| Popowski Josef                            | Landgemeinden                       | Wadowice, Myslenice etc.                   | Galizien         | |
| Popper Heinrich                           | Handels- und Gewerbekammer          | Czernowitz                                 | Bukowina         | |
| Posch Alois                               | Landgemeinden                       | Bruck, Leoben etc.                         | Steiermark       | |
| Posselt Kajetan                           | Großgrundbesitz                     |                                            | Böhmen           | 1890 verstorben |
| Potocki Roman                             | Landgemeinden                       | Brzezany, Rohatyn etc.                     | Galizien         | Mandatsverzicht durch Wahl ins Herrenhaus am 26. November 1889 |
| Pozza Rafael                              | Landgemeinden                       | Ragusa, Curzola etc.                       | Dalmatien        | am 28. September 1885 angelobt; 1890 verstorben |
| Prade Heinrich                            | Städte                              | Reichenberg                                | Böhmen           | |
| Pražák Alois                              | Landgemeinden                       | Boskowitz, Tischnowitz etc.                | Mähren           | |
| Promber Adolf                             | Städte                              | Weißkirchen, Leipnik etc.                  | Böhmen           | |
| Proskowetz Emanuel                        | Handels- und Gewerbekammer          | Olmütz                                     | Mähren           | |
| Pscheiden Georg                           | Landgemeinden                       | Feldbach, Radkersburg etc.                 | Steiermark       | am 1. Februar 1887 angelobt, 1890 verstorben |
| Raič Mathias                              | Landgemeinden                       | Pettau, Rohitschm etc.                     | Steiermark       | am 6. Juni 1886 verstorben |
| Rapoport von Porada Arnold                | Handels- und Gewerbekammer          | Krakau                                     | Galizien         | Mandatsniederlegung zunächst per Schreiben vom 22. September 1885; am 28. Jänner 1886 angelobt                                                                      |
| Rapp Johann                               | Landgemeinden                       | Schwaz, Kufstein etc.                      | Tirol            | am 28. September 1885 angelobt |
| Reicher Heinrich                          | Städte                              | Judenburg, Neumarkt etc.                   | Steiermark       | |
| Richter Franz                             | Städte                              | Korneuburg, Stockerau etc.                 | Niederösterreich | |
| Rieger Franz                              | Städte                              | Prag, Neustadt                             | Böhmen           | |
| Ritter Valerius                           | Städte                              | St. Veit, Friesach etc.                    | Kärnten          | |
| Rizzi Lodovico                            | Städte / Handels- und Gewerbekammer | Parenzo, Capo d'Istra etc. / Rovigno       | Istrien          | am 4. Mai 1889 als Nachfolger von Franz Vidulich angelobt |
| Rogl Johann                               | Landgemeinden                       | Gmunden, Kirchdorf etc.                    | Oberösterreich   | |
| Romaszkan Jakob                           | Großgrundbesitz                     |                                            | Galizien         | |
| Rosenstock Moriz                          | Handels- und Gewerbekammer          | Brody                                      | Galizien         | am 5. April 1886 als Nachfolger von Nathan Kallir angelobt |
| Roser Franz                               | Landgemeinden                       | Trautenau, Hohenelbe etc.                  | Böhmen           | |
| Roszkowski Gustav                         | Städte                              | Sambor, Stryi etc.                         | Galizien         | am 25. April 1890 als Nachfolger von Otto Hausner angelobt |
| Rozkošný Jan                              | Landgemeinden                       | Ungarisch-Hradisch, Holleschau etc.        | Mähren           | am 11. März 1887 als Nachfolger von Franz Alois Šrom angelobt |
| Rozwadowski-Jordan Tomisław               | Großgrundbesitz                     |                                            | Galizien         | am 11. März 1889 angelobt |
| Ruczka Ludwik                             | Landgemeinden                       | Ropczyce, Mielec etc.                      | Galizien         | |
| Russ Viktor Wilhelm                       | Städte                              | Karlsbad, Joachimsthal etc.                | Böhmen           | |
| Rutowski Thaddäus                         | Städte                              | Tarnow, Bochnia etc.                       | Galizien         | am 25. Jänner 1888 als Nachfolger von Richard Zawadzki angelobt |
| Salášek Wenzel                            | Handels- und Gewerbekammer          | Prag                                       | Böhmen           | 1890 verstorben |
| Salm-Reifferscheid Siegfried              | Großgrundbesitz                     |                                            | Böhmen           | |
| Sawczyński Zygmunt                        | Städte                              | Przemyśl, Grodek etc.                      | Galizien         | |
| Scharschmid von Adlertreu Max             | Großgrundbesitz                     |                                            | Böhmen           | |
| Schauer Johann                            | Städte                              | Wels, Eferding etc.                        | Oberösterreich   | am 18. März 1890 als Nachfolger von Franz Gross angelobt |
| Schaup Wilhelm                            | Handels- und Gewerbekammer          | Linz                                       | Oberösterreich   | |
| Schier Josef                              | Städte                              | Budweis                                    | Böhmen           | |
| Schindler Karl                            | Landgemeinden                       | Čáslav, Kuttenberg etc.                    | Böhmen           | |
| Schmidt Anton                             | Landgemeinden                       | Olmütz, Sternberg etc.                     | Mähren           | |
| Schneeburg Rudolf                         | Großgrundbesitz                     | zweiter Wahlkörper                         | Tirol            | am 3. Dezember 1889 angelobt |
| Schönborn Adalbert                        | Großgrundbesitz                     |                                            | Böhmen           | Mandatsniederlegung per Schreiben vom 8. März 1887 |
| Schönerer Georg                           | Landgemeinden                       | Zwettl, Waidhofen etc.                     | Niederösterreich | am 7. Oktober 1885 angelobt, Mandatsverlust nach Verurteilung wegen Gewalttätigkeit am 6. Juli 1888                                                                 |
| Schürer Franz                             | Landgemeinden                       | Krems, Mautern etc.                        | Niederösterreich | am 27. Februar 1886 verstorben |
| Schwab Adolf                              | Handels- und Gewerbekammer          | Reichenberg                                | Böhmen           | |
| Schwarzenberg Adolf                       | Landgemeinden                       | Prachatitz, Winterberg etc.                | Böhmen           | Mandatsverzicht nach Berufung ins Herrenhaus am 4. Dezember 1888 |
| Schwegel Josef                            | Großgrundbesitz                     |                                            | Krain            | |
| Serényi Otto                              | Großgrundbesitz                     |                                            | Böhmen           | am 24. Oktober 1888 angelobt |
| Serwatowski Teodor Alfred                 | Großgrundbesitz                     |                                            | Galizien         | am 29. September 1886 angelobt. Mandatsverzicht per Schreiben vom 24. Oktober 1888                                                                                  |
| Siegl Eduard                              | Landgemeinden                       | Freudenthal, Freiwaldau etc.               | Schlesien        | Mandatsverzicht in der Sitzung am 24. Oktober 1888 verkündet |
| Siegmund Adolf                            | Städte                              | Aussig, Karbitz etc.                       | Böhmen           | |
| Siengalewicz Michael                      | Landgemeinden                       | Kalusz, Dolina etc.                        | Galizien         | am 28. September 1885 angelont |
| Skarszewski-Żuk Faustin                   | Großgrundbesitz                     |                                            | Galizien         | |
| Skene Alfred                              | Städte                              | Neutitschein, Stramberg etc.               | Mähren           | Mandatsverzicht in der Sitzung am 7. Mai 1886 verkündet |
| Skokánek Ignác                            | Handels- und Gewerbekammer          | Prag                                       | Böhmen           | am 16. Dezember 1890 als Nachfolger von Wenzel Salášek angelobt |
| Skopalik Franz                            | Landgemeinden                       | Kremsier, Prerau etc.                      | Mähren           | |
| Slavik Josef                              | Landgemeinden                       | Chrudim, Rassaberg etc.                    | Böhmen           | |
| Smarzewski Seweryn Walenty                | Großgrundbesitz                     |                                            | Galizien         | Mitte März 1888 verstorben |
| Smolka Franciszek                         | Städte                              | Lemberg                                    | Galizien         | |
| Sochor von Friedrichsthal Eduard          | Städte                              | Brody, Złoczów etc.                        | Galizien         | |
| Sommaruga Guido                           | Städte                              | Wien, III. Bezirk                          | Niederösterreich | |
| Špaček Karel                              | Städte                              | Wittingau, Neuhaus etc.                    | Böhmen           | |
| Spaun Max                                 | Städte                              | Freistadt, Perg etc.                       | Oberösterreich   | |
| Spaur Julius                              | Großgrundbesitz                     | zweiter Wahlkörper                         | Tirol            | am 4. Februar 1886 angelobt |
| Špelina Peter                             | Landgemeinden                       | Budweis, Wittingau etc.                    | Böhmen           | |
| Spens Emanuel                             | Großgrundbesitz                     |                                            | Schlesien        | |
| Špindler Ervin                            | Städte                              | Jungbunzlau, Turnau etc.                   | Böhmen           | am 23. April 1890 als Nachfolger von Karl Mattuš angelobt |
| Šrom František Alois                      | Landgemeinden                       | Ungarisch-Hradisch, Holleschau etc.        | Mähren           | Nach der Berufung ins Herrenhaus 1886/87 ausgeschieden |
| Stadlober Thomas                          | Landgemeinden                       | Judenburg etc.                             | Steiermark       | |
| Stadnicki Thomas                          | Landgemeinden                       | Złoczów, Przemyślany etc.                  | Galizien         | am 28. September 1885 angelobt |
| Stalitz-Valeriano Karl                    | Handels- und Gewerbekammer          | Triest                                     | Triest           | am 28. Jänner 1887 als Nachfolger von Johann Vucetich angelobt |
| Stangler Josef                            | Großgrundbesitz                     |                                            | Böhmen           | |
| Starzeński August                         | Großgrundbesitz                     |                                            | Galizien         | 1886 verstorben |
| Starzyński Stanisław                      | Großgrundbesitz                     |                                            | Galizien         | nach Mandatsverzicht ausgeschieden |
| Steidl Anton                              | Landgemeinden                       | Pilsen, Kralowic etc.                      | Böhmen           | |
| Steiner Anton                             | Landgemeinden                       | Saaz, Komotau etc.                         | Böhmen           | Mandatsverzicht per Schreiben vom 21. Jänner 1888 |
| Steinwender Otto                          | Städte                              | Villach, Hermagor etc.                     | Kärnten          | |
| Stejskal Josef                            | Städte                              | Příbram, Birkenberg etc.                   | Böhmen           | am 20. Oktober 1887 als Nachfolger von Josef Jireček angelobt |
| Sternbach Ferdinand                       | Landgemeinden                       | Innsbruck, Sterzing etc.                   | Tirol            | |
| Sterneck Richard                          | Großgrundbesitz                     |                                            | Kärnten          | am 24. Oktober 1888 angelobt |
| Stibitz Josef                             | Landgemeinden                       | Leitmeritz, Wegstädtl etc.                 | Böhmen           | Mandatsniederlegung in der Sitzung am 28. Jänner 1887 verkündet |
| Stingl Hans                               | Städte                              | Rumburg, Schönlinde etc.                   | Böhmen           | am 29. September 1886 als Nachfolger von Eduard Strache angelobt; Mandatsverzicht mit Schreiben vom 21. Februar 1887                                                |
| Stöhr Anton                               | Städte                              | Mies, Kladrau etc.                         | Böhmen           | |
| Strache Eduard                            | Städte                              | Rumburg, Schönlinde etc.                   | Böhmen           | Mandatsverzicht in der Sitzung am 29. September 1886 verkündet |
| Struszkiewicz Ladislaus                   | Großgrundbesitz                     |                                            | Galizien         | am 28. Oktober 1887 angelobt |
| Sturm Eduard                              | Städte                              | Iglau, Trebitsch etc.                      | Mähren           | am 28. September 1885 angelobt; Mandatsverzicht mit Schreiben vom 31. März 1889                                                                                     |
| Styrcea Viktor von                        | Großgrundbesitz                     | zweiter Wahlkörper                         | Bukowina         | |
| Sueß Eduard                               | Städte                              | Wien, II. Bezirk                           | Niederösterreich | |
| Sueß Friedrich                            | Landgemeinden                       | Sechshaus etc.                             | Niederösterreich | |
| Šuklje Fran                               | Städte                              | Rudolfswerth, Weixelburg etc.              | Krain            | Mandatsverzicht in der Sitzung am 28. Jänner 1886 verkündet, am selben Tag erneut angelobt                                                                          |
| Šulc Wenzel                               | Landgemeinden                       | Příbram, Rokycan etc.                      | Böhmen           | |
| Šupuk Anton                               | Städte / Handels- und Gewerbekammer | Zara                                       | Dalmatien        | |
| Suttner Gustav                            | Großgrundbesitz                     |                                            | Niederösterreich | |
| Swieży Ignacy                             | Landgemeinden                       | Teschen, Freistadt etc.                    | Schlesien        | |
| Swoboda Heinrich                          | Landgemeinden                       | Plan, Tepl etc.                            | Böhmen           | |
| Szezepanowski Stanislaus                  | Großgrundbesitz                     |                                            | Galizien         | am 29. September 1886 angelobt |
| Szymanowski Roman                         | Großgrundbesitz                     |                                            | Galizien         | Mandatsniederlegung in der Sitzung am 11. Oktober 1887 verkündet |
| Taufferer Benno                           | Großgrundbesitz                     |                                            | Krain            | |
| Tausche Anton                             | Landgemeinden                       | Eger, Asch etc.                            | Böhmen           | |
| Tersch Emil                               | Großgrundbesitz                     |                                            | Mähren           | |
| Thurnher Johann                           | Landgemeinden                       | Feldkirch, Bludenz etc.                    | Vorarlberg       | |
| Tomaszczuk Constantin                     | Städte                              | Suczawa, Sereth etc.                       | Bukowina         | 1889 verstorben |
| Tonkli Josip                              | Landgemeinden                       | Görz, Tolmein etc.                         | Görz             | |
| Tonner Emanuel                            | Städte                              | Pisek, Taus etc.                           | Böhmen           | Mandatsniederlegung in der Sitzung am 11. Oktober 1887 verkündet |
| Trojan Pravoslav Alois                    | Landgemeinden                       | Smichow, Königsaal etc.                    | Böhmen           | |
| Türk Karl                                 | Landgemeinden                       | Troppau, Wagstadt etc.                     | Schlesien        | |
| Tyszkiewicz Zdzisław                      | Landgemeinden                       | Rzeszów, Kolbuszowa etc.                   | Galizien         | |
| Tyszkowski Anton                          | Landgemeinden                       | Przemysl, Bircza etc.                      | Galizien         | am 28. September 1885 angelobt |
| Ursin Josef                               | Städte                              | St. Pölten, Scheibbs etc.                  | Niederösterreich | am 20. Oktober 1887 als Nachfolger von Johann Ofner angelobt |
| Valussi Eugenio Carlo                     | Landgemeinden                       | Gradisca, Cormons etc.                     | Görz             | am 28. September 1885 angelobt, ausgeschieden 1886 nach Berufung ins Herrenhaus                                                                                     |
| Vašatý Jan                                | Landgemeinden                       | Pisek, Strakonitz etc.                     | Böhmen           | |
| Vayhinger Adolf                           | Landgemeinden                       | Neu-Sandec, Limanowa etc.                  | Galizien         | am 16. März 1886 als Nachfolger von Leonhard Jarosch angelobt |
| Vergani Ernst                             | Städte                              | Krems, Stein etc.                          | Niederösterreich | am 23. April 1887 als Nachfolger von Dobler Theodor angelobt |
| Vergottini Thomas                         | Großgrundbesitz                     |                                            | Istrien          | am 30. Jänner 1889 als Nachfolger von Peter Millevoi angelobt |
| Vesely Franz Victor                       | Landgemeinden                       | Karolinenthal etc.                         | Böhmen           | |
| Vetter von Lilie Felix                    | Großgrundbesitz                     |                                            | Mähren           | |
| Vidulich Franz                            | Städte / Handels- und Gewerbekammer | Parenzo, Capo d'Istra etc. / Rovigno       | Istrien          | am 28. September 1885 angelobt, 1888/89 verstorben |
| Vielguth Hermann                          | Städte                              | Urfahr, Ottensheim etc.                    | Oberösterreich   | |
| Vitezić Dinko                             | Landgemeinden                       | Pisino, Bolosca etc.                       | Istrien          | |
| Vojnović-Užički Georg                     | Landgemeinden                       | Risano, Cattaro etc.                       | Dalmatien        | |
| Vošnjak Mihael                            | Landgemeinden                       | Cilli, Rann etc.                           | Steiermark       | |
| Vrauny Joseph                             | Landgemeinden                       | Jungbunzlau, Rimburg etc.                  | Böhmen           | am 29. September 1886 als Nachfolger von Josef Klíma angelobt; Mandatsverzicht in der Sitzung am 24. Oktober 1888 verkündet                                         |
| Vucetich Johann                           | Handels- und Gewerbekammer          | Triest                                     | Triest           | am 28. September 1885 angelobt, Mandatsverzicht in der Sitzung am 28. Jänner 1887 verkündet                                                                         |
| Wagner Heinrich                           | Städte                              | Czernowitz                                 | Bukowina         | |
| Waibel Johann Georg                       | Städte / Handels- und Gewerbekammer | Bregenz, Feldkirch etc. / Feldkirch        | Vorarlberg       | |
| Weber Franz                               | Landgemeinden                       | Auspitz, Gaya etc.                         | Mähren           | Mandatsverzicht mit Schreiben vom 10. April 1889, am 3. Dezember 1889 erneut angelobt                                                                               |
| Weeber August                             | Städte                              | Olmütz, Proßnitz etc.                      | Mähren           | |
| Wegscheider Johann                        | Städte                              | St. Johann, Werfen etc.                    | Salzburg         | |
| Weißsteiner Remigius                      | Großgrundbesitz                     | erster Wahlkörper                          | Tirol            | |
| Weitlof Moritz                            | Städte                              | Wien, I. Bezirk                            | Niederösterreich | |
| Wenger Josef                              | Landgemeinden                       | Wels, Vöcklabruck etc.                     | Oberösterreich   | |
| Wenzlitzke Fritz                          | Städte                              | Mährisch-Trübau, Zweittau etc.             | Mähren           | am 18. Dezember 1889 verstorben |
| Wickhoff Franz                            | Städte                              | Steyr, Kremsmünster etc.                   | Oberösterreich   | am 20. November 1885 verstorben |
| Wiedersperg Gustav                        | Landgemeinden                       | Tabor, Sobeslau etc.                       | Böhmen           | |
| Wildauer von Wildhausen Tobias            | Städte / Handels- und Gewerbekammer | Innsbruck, Hall etc. / Innsbruck           | Tirol            | |
| Windisch-Grätz Ernst                      | Landgemeinden                       | Krainburg, Stein etc.                      | Krain            | |
| Winterholler Gustav                       | Städte                              | Brünn                                      | Mähren           | |
| Wodzicki Anton                            | Großgrundbesitz                     |                                            | Galizien         | am 18. Dezember 1890 angelobt |
| Wolański Nikolaus                         | Landgemeinden                       | Buczacz, Czortkow etc.                     | Galizien         | |
| Woldřich Johann                           | Landgemeinden                       | Prachatitz, Winterberg etc.                | Böhmen           | am 7. Februar 1889 als Nachfolger von Adolf Schwarzenberg angelobt                                                                                                  |
| Wolkenstein-Trostburg Wilhelm             | Großgrundbesitz                     |                                            | Böhmen           | am 14. Oktober 1887 angelobt |
| Wrabetz Karl                              | Städte                              | Wien, IX. Bezirk                           | Niederösterreich | |
| Wrann Bartholomäus                        | Landgemeinden                       | Villach, Ferlach etc.                      | Kärnten          | 1885/86 verstorben |
| Wratislaw von Mitrovic Eugen              | Großgrundbesitz                     |                                            | Böhmen           | |
| Wurm Ignaz                                | Städte                              | Holleschau, Bystřice etc.                  | Mähren           | |
| Wurmbrand Gundaker                        | Handels- und Gewerbekammer          | Graz                                       | Steiermark       | |
| Wysocki Stanisław                         | Großgrundbesitz                     |                                            | Galizien         | |
| Žáček Jan                                 | Landgemeinden                       | Littau, Mährisch-Trübau etc.               | Mähren           | |
| Zaleski Philipp                           | Großgrundbesitz                     |                                            | Galizien         | am 30. Jänner 1889 für Starzyński angelobt |
| Zallinger-Stillendorf Franz               | Landgemeinden                       | Bozen, Meran etc.                          | Tirol            | |
| Zatorski Maksymliljan                     | Städte                              | Krakau                                     | Galizien         | am 19. Februar 1886 verstorben |
| Zawadzki Richard                          | Städte                              | Tarnow, Bochnia etc.                       | Galizien         | 1887 verstorben |
| Zedtwitz Karl Moritz                      | Großgrundbesitz                     |                                            | Böhmen           | |
| Zehetmayr Johann                          | Landgemeinden                       | Schärding, Eferding etc.                   | Oberösterreich   | |
| Zeithammer Ottokar                        | Städte                              | Königgrätz, Nachod etc.                    | Böhmen           | |
| Ziemiałkowski Florjan                     | Landgemeinden                       | Biała, Saybusz etc.                        | Galizien         | am 11. Oktober 1888 ins Herrenhaus berufen |
| Zierotin Karl                             | Großgrundbesitz                     |                                            | Mähren           | |
| Zotta Isidor                              | Landgemeinden                       | Suczawa, Radautz etc.                      | Bukowina         | am 28. Jänner 1886 angelobt, 1888 verstorben |
| Zotta Johann                              | Landgemeinden                       | Wiznitz, Kotzman etc.                      | Bukowina         | |
| Zschock Ludwig                            | Handels- und Gewerbekammer          | Leoben                                     | Steiermark       | am 20. März 1890 verstorben |
| Zucker Alois                              | Städte                              | Leitomischl, Polička etc.                  | Böhmen           | |